# Пастернак Оксана Федорівна
Оксана (Ксенія) Федорівна Пастернак (? — ?) — українська радянська діячка, інженер-конструктор, головний конструктор відділу вентиляторів Донецького державного проектно-конструкторського і експериментального інституту комплексної механізації шахт («Дондіпровуглемашу») Сталінської (Донецької) області. Депутат Верховної Ради УРСР 4—5-го скликань.

## Біографія
Здобула вищу політехнічну освіту.
З 1950-х років — інженер-конструктор, головний конструктор відділу вентиляторів Донецького державного проектно-конструкторського і експериментального інституту комплексної механізації шахт («Дондіпровуглемашу») міста Сталіно (Донецька) Донецької області. Розробляла вентилятори для гірничої промисловості.

## Нагороди
- ордени
- медалі
- почесна Грамота Президії Верховної Ради УРСР (7.03.1960)
- Державна премія СРСР у галузі техніки (1981) — за розробку, засвоєння виробництва і впровадження низки потужних ветиляторів для високовиробничих поганопровітрюваних гірничих підприємтв